# Ilhuícatl-Teteocán

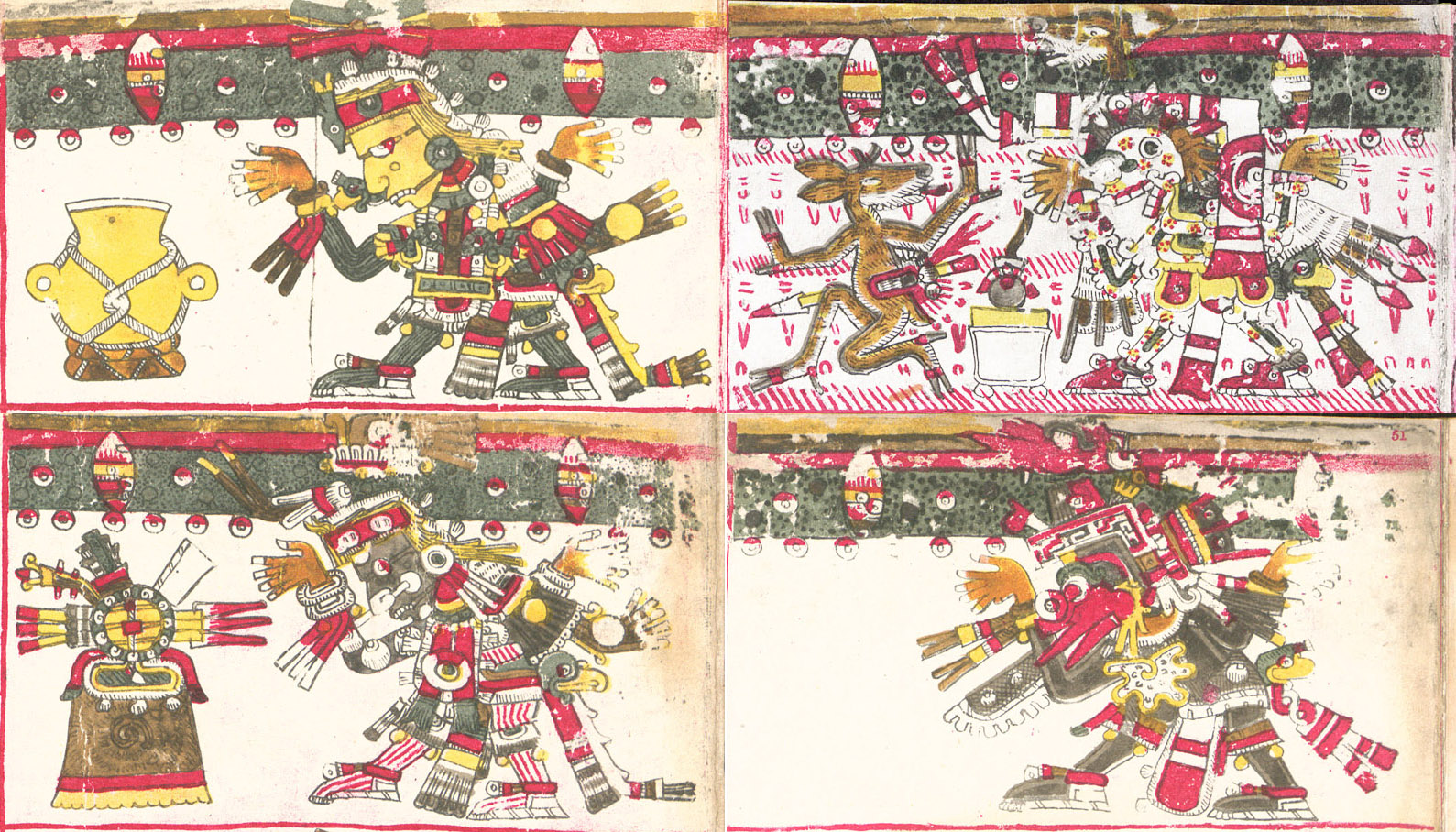
Los cuatro puntos cardinales o reinos del universo horizontal descritos en el Códice Borgia según la Cosmogonía mexica.

Ilhuícatl-Teteocán (del náhuatl: ilhuicatl-teteocan ‘el cielo donde (están) los dioses’‘ilhuicatl, cielo; teteo, dioses; can, lugar’) en la mitología mexica es el décimo segundo estrato celeste del universo vertical según la cosmogonía mexica, es el sitio considerado como morada de los Tezcatlipocas o los dioses creadores, un lugar eminentemente divino donde las deidades permanecen y se proyectan para estar en otros sitios, lugar donde los dioses toman rostros, y donde se enmascaran para ser otros siendo ellos mismos, lugar donde nacen, renacen y se alimentan en su calidad de seres eternos y mutantes.